# Dobrá Niva
Dobrá Niva (em alemão: Döbring; húngaro: Dobronya) é um município da Eslováquia, situado no distrito de Zvolen, na região de Banská Bystrica. Tem 52,51 km² de área e sua população em 2018 foi estimada em 1.882 habitantes.

## Demografia
| Ano:        | 1994 | 2004   | 2014   | 2024   |
| ----------- | ---- | ------ | ------ | ------ |
| Broj ljudi: | 1755 | 1796   | 1860   | 1822   |
| Razlika:    |      | +2,33% | +3,56% | -2,04% |

| Ano:               | 2023 | 2024   |
| ------------------ | ---- | ------ |
| Número de pessoas: | 1852 | 1822   |
| Diferença:         |      | -1,61% |